# Borste (elektrisk)

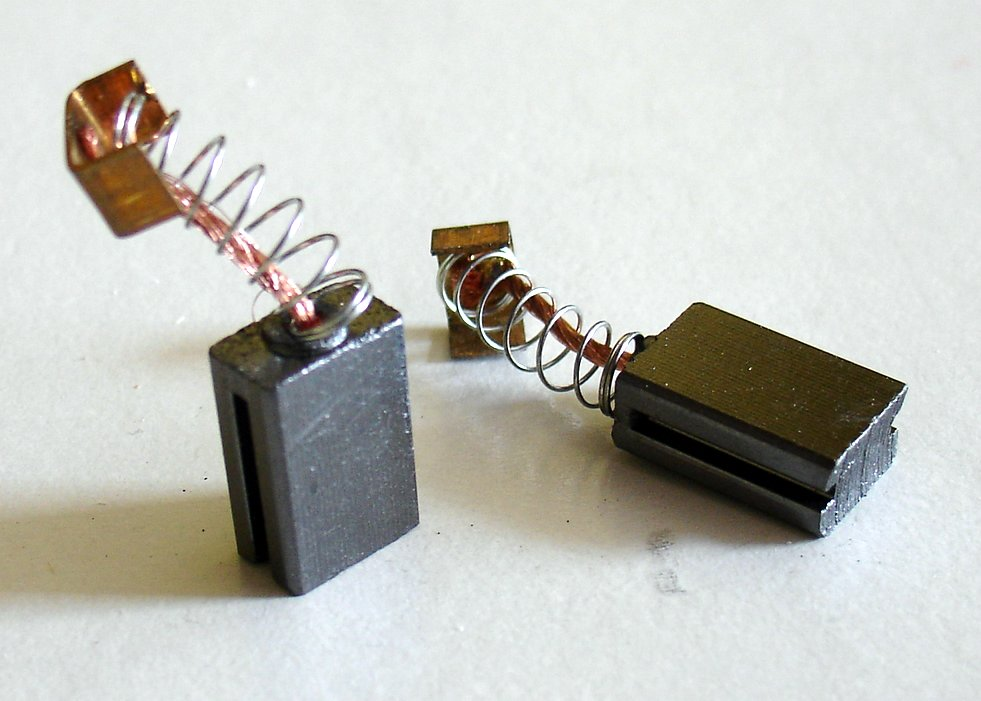
Ett kolborstpar.

En borste är en anordning som leder elektricitet mellan fasta och rörliga delar i en elektrisk maskin. Borstar förekommer oftast i roterande axlar. Typiska tillämpningar inkluderar elektriska motorer, alternatorer och elektriska generatorer.